# 龙牙门
01°15′45.06″N 103°48′18.68″E / 1.2625167°N 103.8051889°E

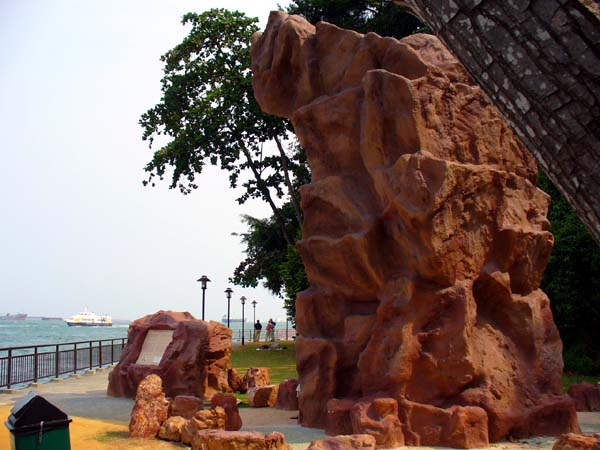
新加坡拉柏多自然保护区的龙牙门复制品，为纪念郑和处女航600周年而建

龙牙门 （马来语：Batu Berlayar）是中国航海家汪大渊在作品《岛夷志略》中记载的一个地名，描述了淡马锡的一块突出的花岗岩露头，位于现今拉柏多自然保护区。文中写道“门以单马锡番两山，相交若龙牙状，中有水道以间之”，“龙牙门”之名即源于此。
古代水手在狭窄的海峡中航行时，这块突出的岩石是航行的辅助工具，但后来在1848年被英国人摧毁，以拓宽海峡，让更大的船只通过。2005年，新加坡政府在龙牙门原址旁重建了一个象征性的复制品，以显示其在新加坡航海史上的重要地位。
龙牙门是汪大渊的游记《岛夷志略》中淡马锡的两个聚落之一，被标注在明朝的《郑和航海图》和《武备志》中。地图中的龙牙门也被用来指圣淘沙岛和拉柏多角之间的海峡。另有说法认为龙牙门指新加坡主海峡南面的沙都姆岛。 据说，在公元1405年至1433年期间，郑和七次下西洋的旅途中，龙牙门就曾起到了引导作用。

## 历史
历史上，马来人早先将位于现今巴西班让路拉柏多自然保护区旁的一块岩石露头称为“航海之石”（马来语：Batu Berlayar）。对岸圣淘沙岛的丹绒里茂（Tanjong Rimau）也曾矗立有另一块岩石。这两块突出的岩石成为了吉宝港西面的入口。英国水手参考圣经中亚伯拉罕侄子的妻子的故事，将更突出的航海之石命名为“罗德的妻子”（Lot's Wife）。罗德与妻子住在所多玛城中，由于所多瑪與蛾摩拉两地居民罪孽深重，上帝决定毁灭他们。在逃离所多玛时，罗德的妻子违抗了神的命令，回头看所多玛的毁灭，立刻变成了一根盐柱。 有人认为这两块岩石就是淡马锡的两座山，由于形似两颗龙的牙齿，中间有一条水路，因此在元代资料中被命名为“龙牙门”。宋代的《诸蕃志》中提到了另一个地名“凌牙門”，但通常认为与龙牙门并非同一个地方。

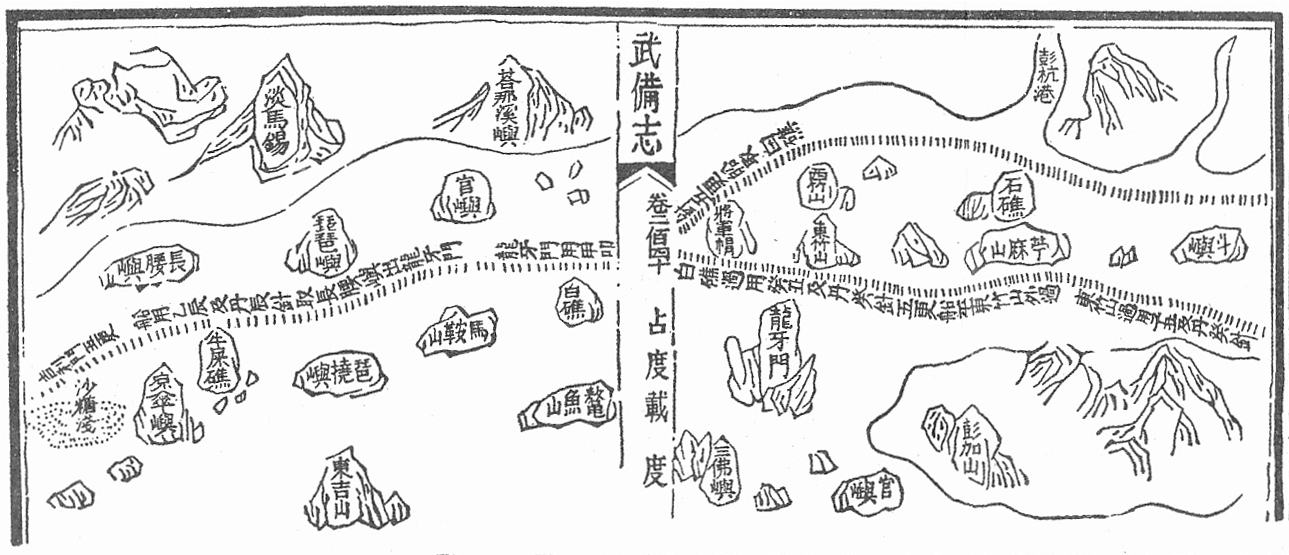
历史上著名的航海年鉴《武備志》所描绘的龙牙门，位于地图正中间

据记载，元朝曾于1320年派使节到龙牙门寻找大象。随后，龙牙门人于1325年带着贡品和贸易团来到中国。1330年，中国航海家汪大渊曾从这条通道驶过。他的作品《岛夷志略》中记载道，龙牙门由淡马锡的两座山组成，中间有一条水道，状似龙牙，故称“龙牙门”。 汪大渊还写道，龙牙门当地人好劫掠，与来自泉州的中国人做交易，中国的船队在从西洋返回的路上可能会遭遇当地的海盗以两三百艘船进行攻击。旧时那里有一位酋长，掘地时发现了玉冠。每年的开始以月亮第一次升起来计算，酋长会戴上玉冠，穿上礼服接受庆贺 。他还描述道，当地人将头发束成髻，穿短布衫，系黑色纱笼。这可能是对居住在当地的罗越人的已知最早记录。《岛夷志略》中还提到了另一个地名班卒，位于龙牙门后面的山上，被认为是马来语“Pancur”的转写，可能是现今的福康宁山。
几百年来，亚洲和欧洲早期的水手和商人都曾利用该通道驶过新加坡。在1405年至1433年期间，郑和七次远航30多个国家，率领多达300多艘船多船队前往南太平洋、印度洋、波斯湾和非洲。郑和奉永乐帝之命出访，以建立与明朝以西的国家的关系。据信他曾驶过龙牙门，但他是否曾登陆新加坡尚不能确定。17世纪，龙牙门通道遭到废弃，人们转而使用位于沙都姆岛以南的更为开阔的主海峡，即现今莱佛士灯塔所在位置。
不列颠东印度公司的斯坦福·莱佛士爵士在1819年1月登陆新加坡时并不知道“罗德的妻子”，也不知道它通往的深水港。1819年9月2日，首任新加坡驻扎官威廉·法夸尔写信给莱佛士，说他在龙牙门西边建立了一个新港口。1848年8月，两块岩石被海峡殖民地测量员约翰·汤姆森（John Thomson）炸毁，以扩宽新海港的入口。

### 纪念
2005年6月， 为了纪念郑和处女航600周年，新加坡旅游局、新加坡海事港口局与国家公园局在龙牙门原址旁建造了一个6米高的石制复制品，旁边有一块牌子介绍龙牙门对新加坡的重要意义，以及郑和的故事。
当局最初计划用复制品取代红色的柏拉耶灯塔（Berlayer Beacon）, 但新加坡文物协会反对这一决定，声称灯塔自二战结束以来就一直在拉柏多自然保护区，本身就是文化遗产，不应该被毁灭。最终该复制品被建立在距灯塔只有几米的地方。当局称龙牙门是新加坡航海史上的重要一部分，这个具有象征意义的复制品可以为后人与熟悉郑和航海历史的游客保存关于龙牙门的记忆。